# Владимир (лінійний корабель)
«Владимир» («Владиміръ») — назва бойових чорноморських кораблів.

## Лінійний корабель
66-гарматний лінійний корабель, спущений на воду 26(15) травня 1787 у Херсоні (коли там перебувала імператриця Катерина II). Споруджувався майстром Іваном Афонасьєвим із 20(09) липня 1780. Довжиною 160 футів (48,8 м), шириною 44 фути 4 дюйми (13,8 м) із 700-особовою командою. В Дніпровсько-Бузькому лимані під час російсько-турецької війни 1787—1791 входив до флоту, очоленого капітаном бригадирського рангу (пізніше — контр-адміралом) Панайоті Алексіано, ескадри контр-адмірала Поля Джонса, брав також участь у боях, проведених Ф. Ушаковим. Геройськи діяв 8–9 вересня (28–29 серпня) 1790 біля острова Тендра (нині — Тендрівська коса в чорноморській акваторії у межах Херсонської області), кермований капітаном 2-го рангу Онисифором Обольяниновим, та 11 серп. (31 лип.) 1791 поблизу мису Каліакрія (нині мис Каліакра на узбережжі Чорного моря у північно-східній Болгарії) — під рукою бригадира Павла Пустошкіна (за виявлену на «В.» хоробрість обидва офіцери удостоєні орденів св. Георгія, відповідно — 4-го і 3-го ст.);

## Пароплавофрегат
Пароплавофрегат, оснащений 400-сильною паровою машиною та вітрилами, зі штатом 234 моряки. Довжина — 200 футів (60,7 м), ширина — 35 футів 11 дюймів (10,9 м), швидкість ходу 11–12 вузлів (морських миль за годину). Мав дерев'яний корпус з мідним кріпленням, броньоване укриття рубки та посилений захист машинного відсіку від влучання бомб і ядер. Озброєний 5-ма гарматами (їхня кількість надалі зросла до 11), дальність пострілів сягала 25 кабельтових (4,6 км). Замовлений 1846 в Англії для Чорноморського флоту М. Лазаревим, побудований 1847–48 на лондонському заводі «Дигборн і Мер» під наглядом В. Корнілова та першого командира цього корабля (1848–52) капітан-лейтенанта Миколи Аркаса. Уславився у Кримській війні 1853—1856. Під орудою Г. Бутакова та прапором в. Корнілова став переможцем першого на Чорному морі пароплавного бою, 17(05) листопада 1853 зустрівшись із подібним турецько-єгипетським 10-гарматним кораблем. Маючи кращу маневреність і можливість артилерією вражати незахищену корму ворога, тримався в його кільватері та нищівним вогнем змусив здатись у полон. Потому в складі загону Корнілова крейсерував. Од осені 1854 захищав Севастополь як плавуча батарея. 8–9 вересня (27–28 серпня) 1855 перевіз 2,5 тис. учасників Севастопольської оборони 1854—1855 і морську б-ку на півн. сторону міста. У ніч на 12 вересня (31 серпня) підпалений і затоплений власним екіпажем.